# Клое Бульйо
Клое Бульйо (фр. Chloé Bulleux, нар. 18 листопада 1991) — французька гандболістка, срібна призерка Олімпійських ігор 2016 року.

## Виступи на Олімпіадах
| Олімпіада           | Дисципліна | Місце |
| ------------------- | ---------- | ----- |
| Ріо-де-Жанейро 2016 | гандбол    | 2     |

## Зовнішні посилання
- Клое Бульйо — олімпійська статистика на сайті Sports-Reference.com (англ.) (архівна версія)